# 伊喬科略山 (伊丘尼亞-雲加)
16°12′55″S 70°36′28″W / 16.21528°S 70.60778°W
伊喬科略山（Jichu Qullu），是秘魯的山峰，位於該國南部莫克瓜大區，由伊丘尼亞區和雲加區負責管轄，屬於安地斯山脈的一部分，海拔高度5,025米。